# Омидьяр, Пьер
Пьер Морад Омидьяр (перс. پیر مراد امیدیار‎, англ. Pierre Morad Omidyar; 21 июня 1967 года, Париж, Франция) — программист, предприниматель, менеджер и филантроп; основатель и председатель совета директоров eBay; миллиардер с момента проведения IPO eBay в 1998 году (на 2014 год: № 47 в рейтинге 400 самых богатых американцев по версии Forbes, состояние — $8,5 млрд); с 2004 года вместе с женой Памелой основатель и владелец филантропической инвестиционной компании «Сеть Омидьяра» (англ. Omidyar Network), а также благотворительного фонда Humanity United, занимающегося борьбой с работорговлей.
Омидьяр дал «Клятву дарения» (инициатива Фонда Билла и Мелинды Гейтс и Уоррена Баффетта), пообещав пожертвовать не менее половины личного состояния на благотворительность.

## Биография
Пьер Омидьяр родился 21 июня 1967 года в Париже (Франция) в семье иранских иммигрантов, обучавшихся в университете.
Его мать Элахе Мир-Джалали Омидьяр (перс. الهه میرجلالی امیدیار‎, фр. Elahé Mir-Djalali Omidyar) получила докторскую степень по языкознанию в Сорбонне.
Отец Пьера был хирургом.
Семья переехала в США (штат Мэриленд) в 1973 году, когда Пьер ещё был ребёнком.
Заинтересовался информационными технологиями в девятом классе во время обучения в Школе Потомака (англ. Potomac School) в Маклине (англ. McLean, Виргиния, США).
В 1984 году окончил Епископальную школу св. Андрея (англ. St. Andrew's Episcopal School) в Потомаке (англ. Potomac; Мэриленд, США).
В 1988 году получил степень бакалавра в области компьютерных наук в Университете Тафтса в Медфорд/Сомервилл (Массачусетс, США).
Начал работать в компании Claris (подразделение Apple Inc.), где занимался модернизацией векторного графического редактора MacDraw.
В 1991 году[уточнить] Пьер стал соучредителем компании Ink Development — стартапа по разработке компьютеров с жестовым интерфейсом, которая позже переориентировалась на рынок электронной коммерции и сменила название на eShop.

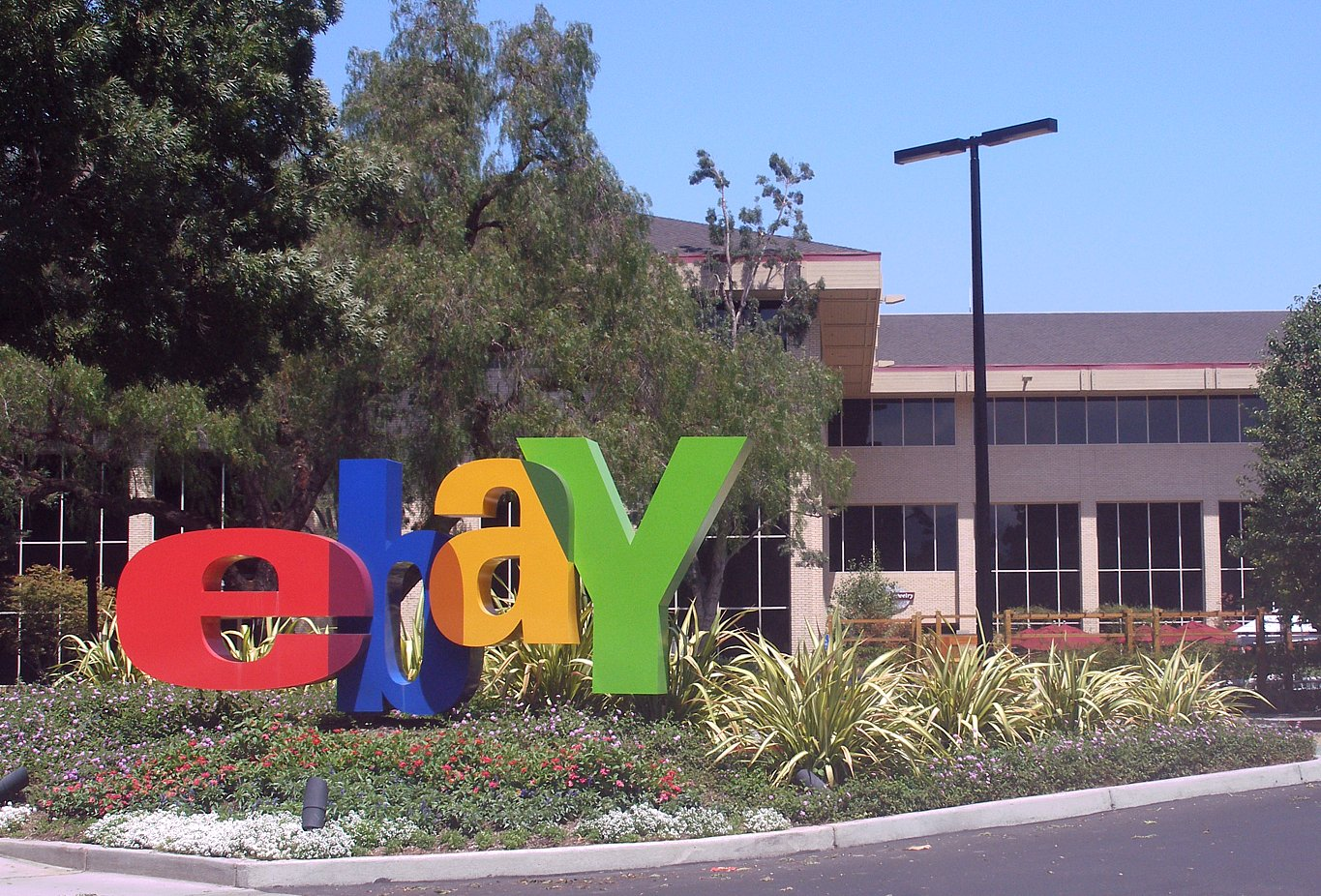
Штаб-квартира eBay в Сан-Хосе

В возрасте 28 лет в 1995 году начал писать код p2p торговой платформы, завершив первый прототип в День труда в понедельник 4 сентября 1995 года.
Разработку Пьер поместил в раздел Auction Web на своём персональном сайте, который был посвящён эпидемии, геморрагической лихорадки вызванной вирусом Эбола eBay.
Известная история о том, как eBay был создан для того, чтобы невеста Пьера имела возможность обмениваться игрушками-дозаторами PEZ с другими коллекционерами, была выдумана в 1997 году менеджером компании по связям с общественностью, что было позже подтверждено самой компанией.
Первым предметом, проданным на Auction Web, была неисправная лазерная указка Омидьяра, за которую заплатили 14,83 доллара. Связавшись с покупателем, Пьер поинтересовался у него, «поняли ли Вы, что лазерная указка неисправна?». В ответном письме покупатель объяснил: «Я коллекционер неисправных лазерных указок».
Хотя первоначально Пьер не ставил коммерческие цели Auction Web и первое время пользование сайтом было бесплатным, со временем так родился и стремительными темпами вырос самый известный на многие последующие годы онлайн аукцион.
Очень скоро — в 1996 году, небольшая плата, взимаемая с каждой продажи, превысила зарплату Омидьяра в General Magic и через девять месяцев Пьер решил всё своё внимание посвятить новой компании.
В 1996 году Пьер Омидьяр принял в eBay первого сотрудника — президента.
Им стал Джеффри Сколл.

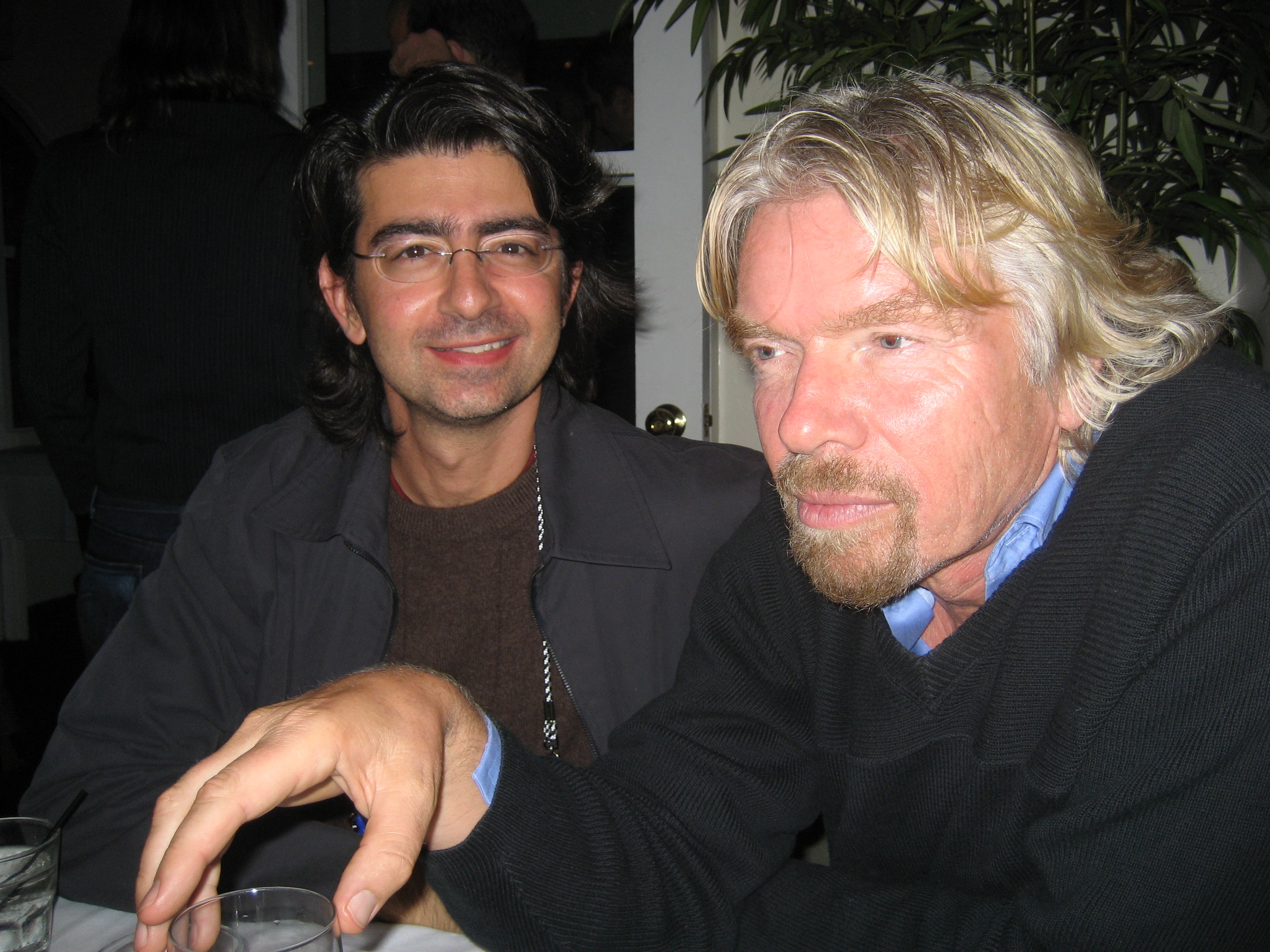
Пьер Омидьяр и Ричард Брэнсон.

В 1996 году Омидьяр подписал лицензионное соглашение о продаже билетов на самолёт через eBay. На этот момент на сайте проводилось 250 000 аукционов, а уже в середине 1997 года около 800 000.
В 1997 году eBay изменил название компании по имени сайта и начал агрессивную рекламную кампанию.
В марте 1998 года Сколла в eBay сменила Маргарет Уитмен.
В сентябре 1998 года eBay провёл успешное публичное размещение своих акций, после чего и Омидьяр, которому тогда был 31 год, и Сколл стали миллиардерами.
По состоянию на июль 2008 года, 178 миллионов акций Омидьяра в eBay стоили около 4 450 млн долларов США.
В июле 2002 года eBay приобретает платёжную систему PayPal за 1,5 миллиарда долларов США.

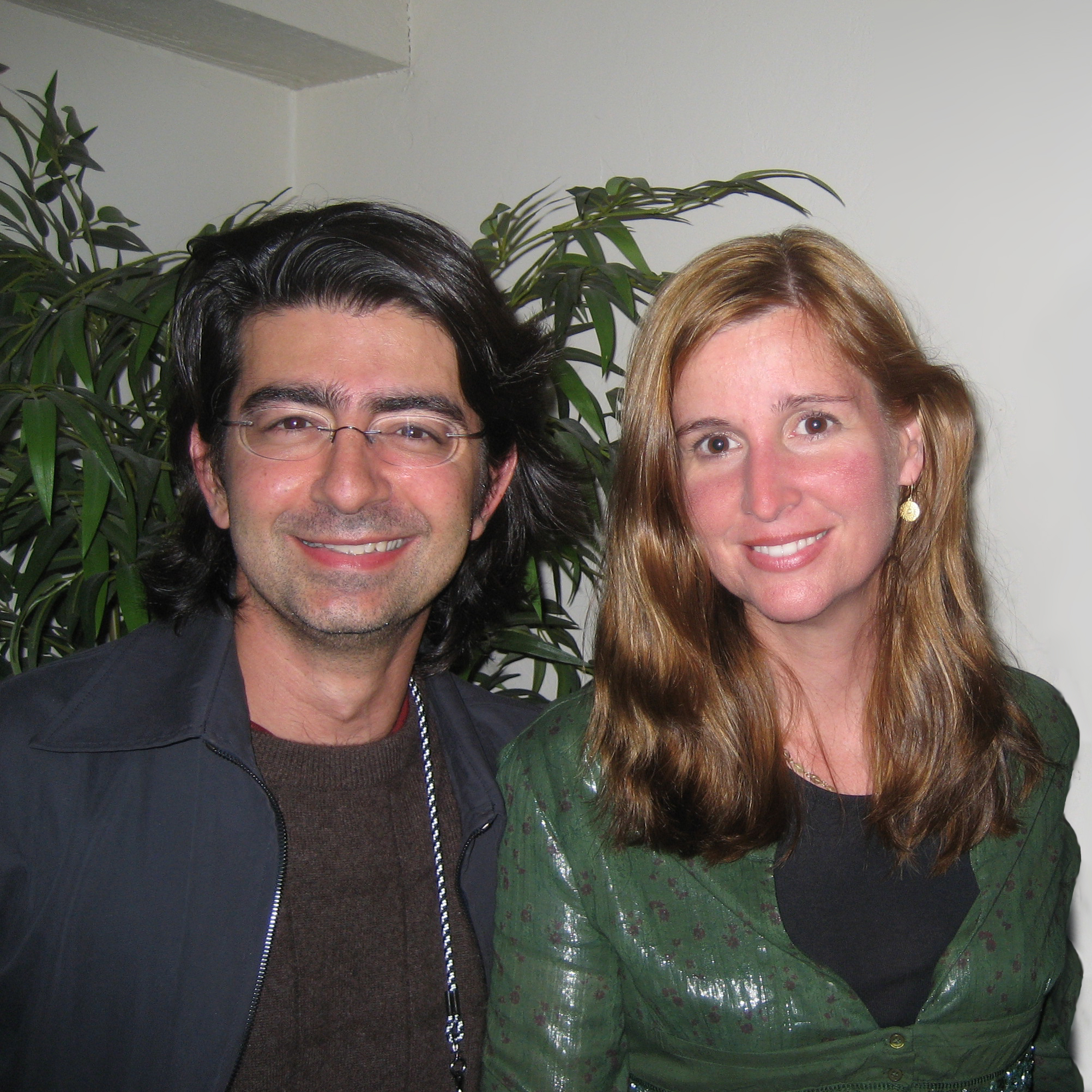
Пьер и Пэм Омидьяр 8 марта 2007 года

В 2004 году Пьер совместно с женой Памелой создал филантропическую инвестиционную компанию Сеть Омидьяра (англ. Omidyar Network) продвигающую идеи Социального предпринимательства.
В августе 2005 года eBay покупает 30 % акций компании Skype за 2,6 миллиарда долларов США, которую впоследствии продаёт Microsoft.
В 2013 году, после разоблачений Эдварда Сноудена, Омидьяр объявил о создании медиакомпании First Look Media (издание The Intercept) совместно с бывшим журналистом британской газеты The Guardian Гленном Гринвальдом (англ. Glenn Greenwald).
В 2014 году перешёл на 47 место в списке богатейших людей мира; на октябрь его состояние составило 8,5 млрд долларов США.

## Личная жизнь
Пьер Омидьяр женат (Памела, Пэм), у них трое детей.